# Hugonia mystax
Hugonia mystax är en linväxtart som beskrevs av Carl von Linné. Hugonia mystax ingår i släktet Hugonia och familjen linväxter. Inga underarter finns listade i Catalogue of Life.

## Bildgalleri

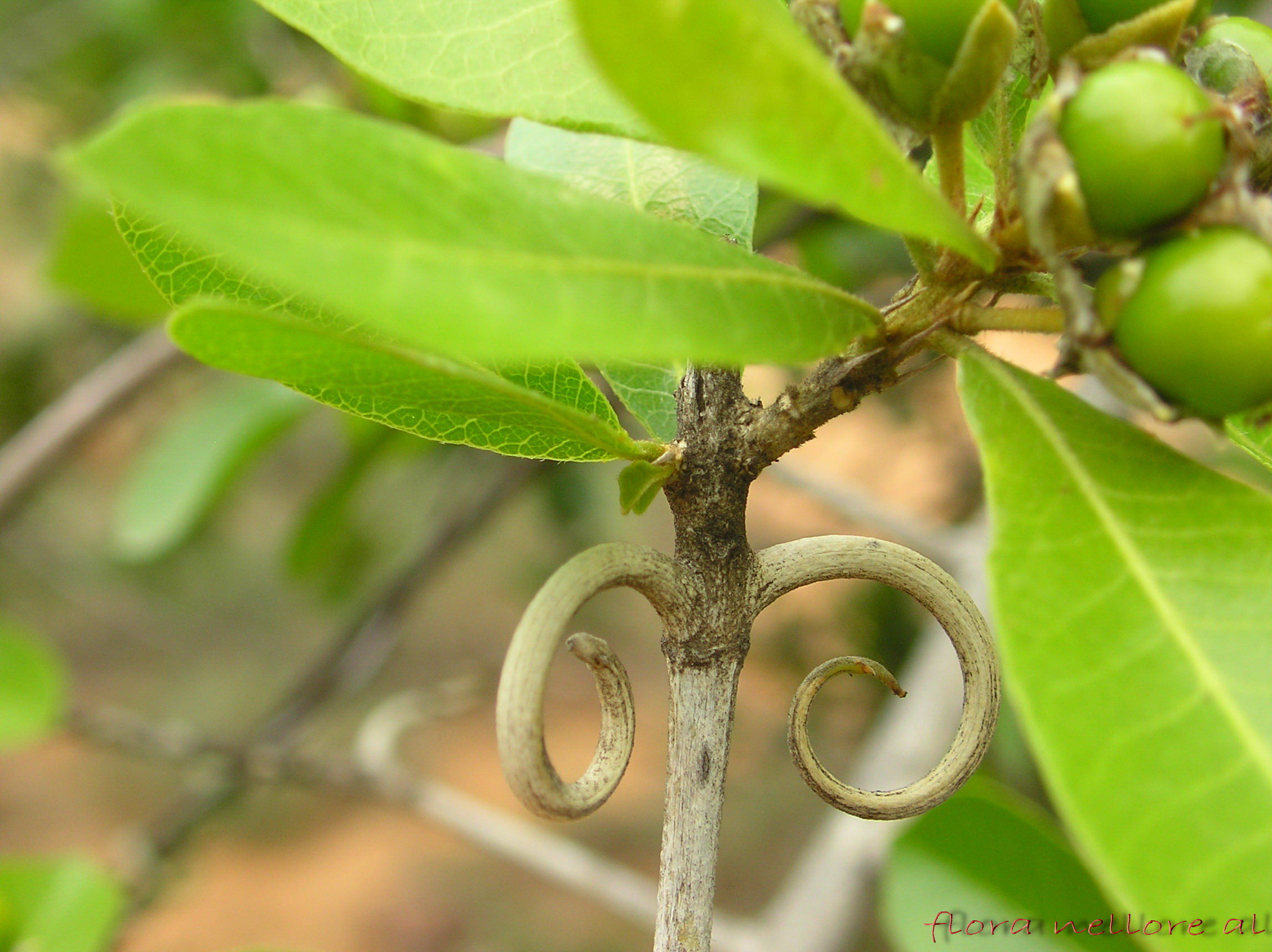
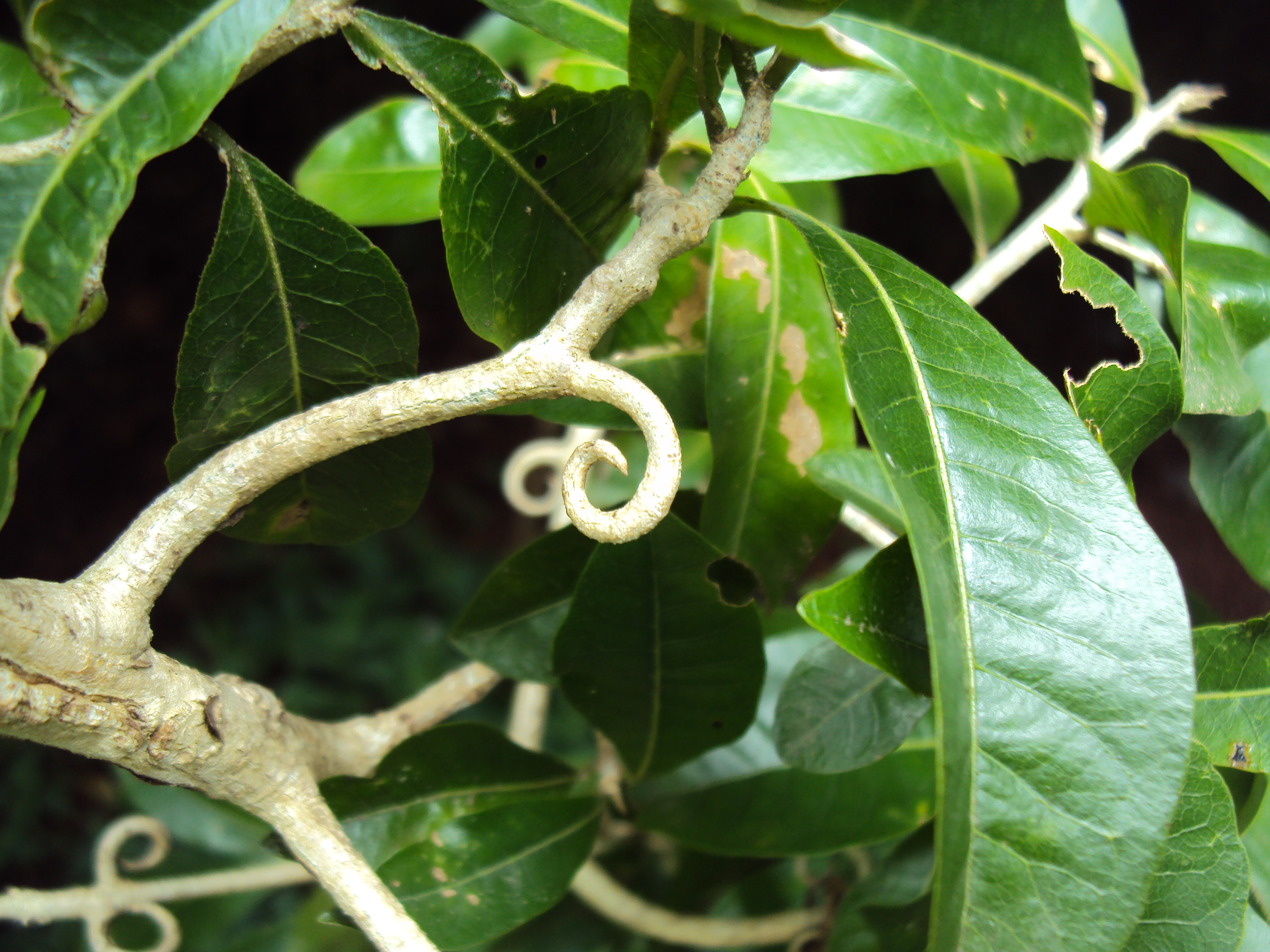
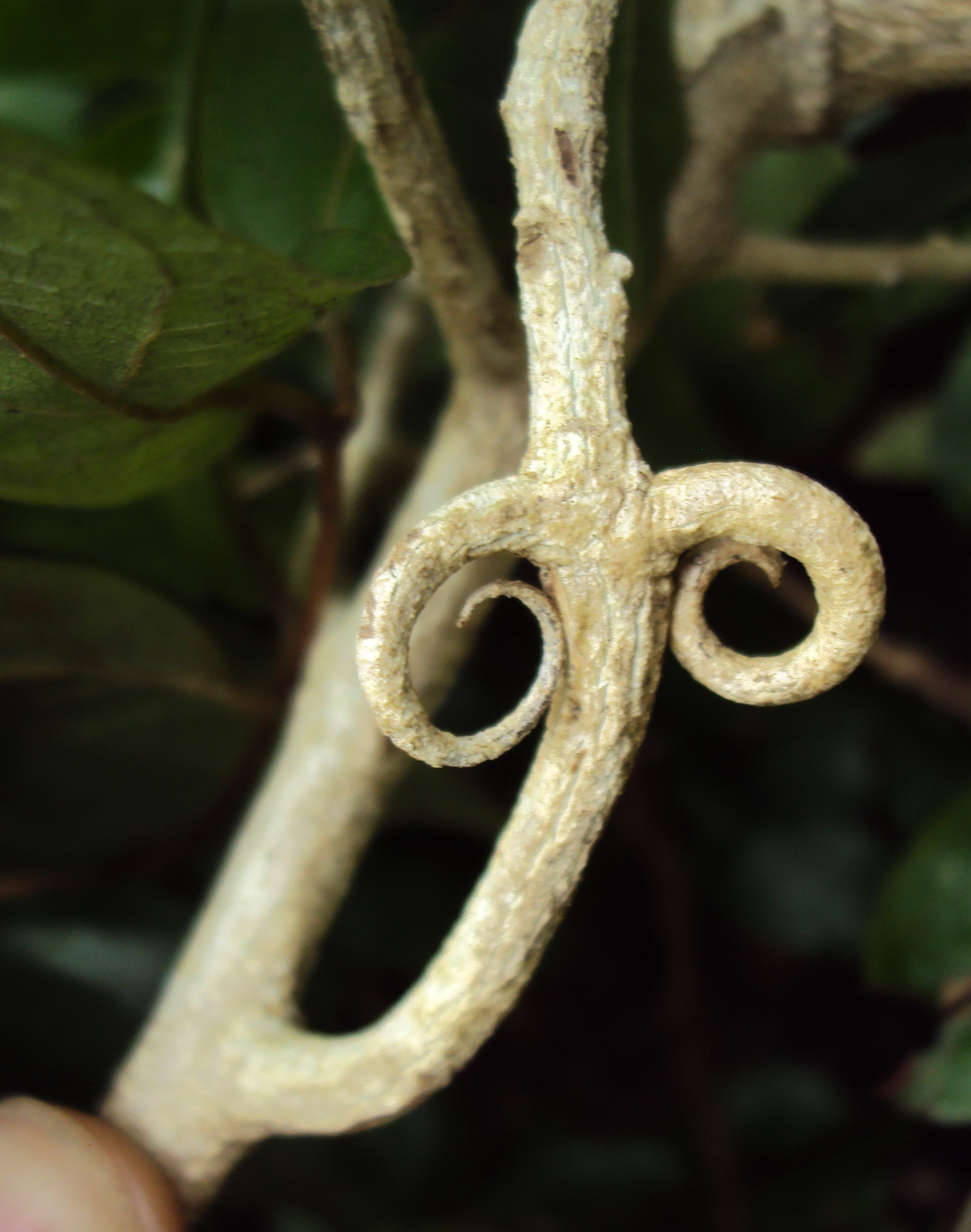
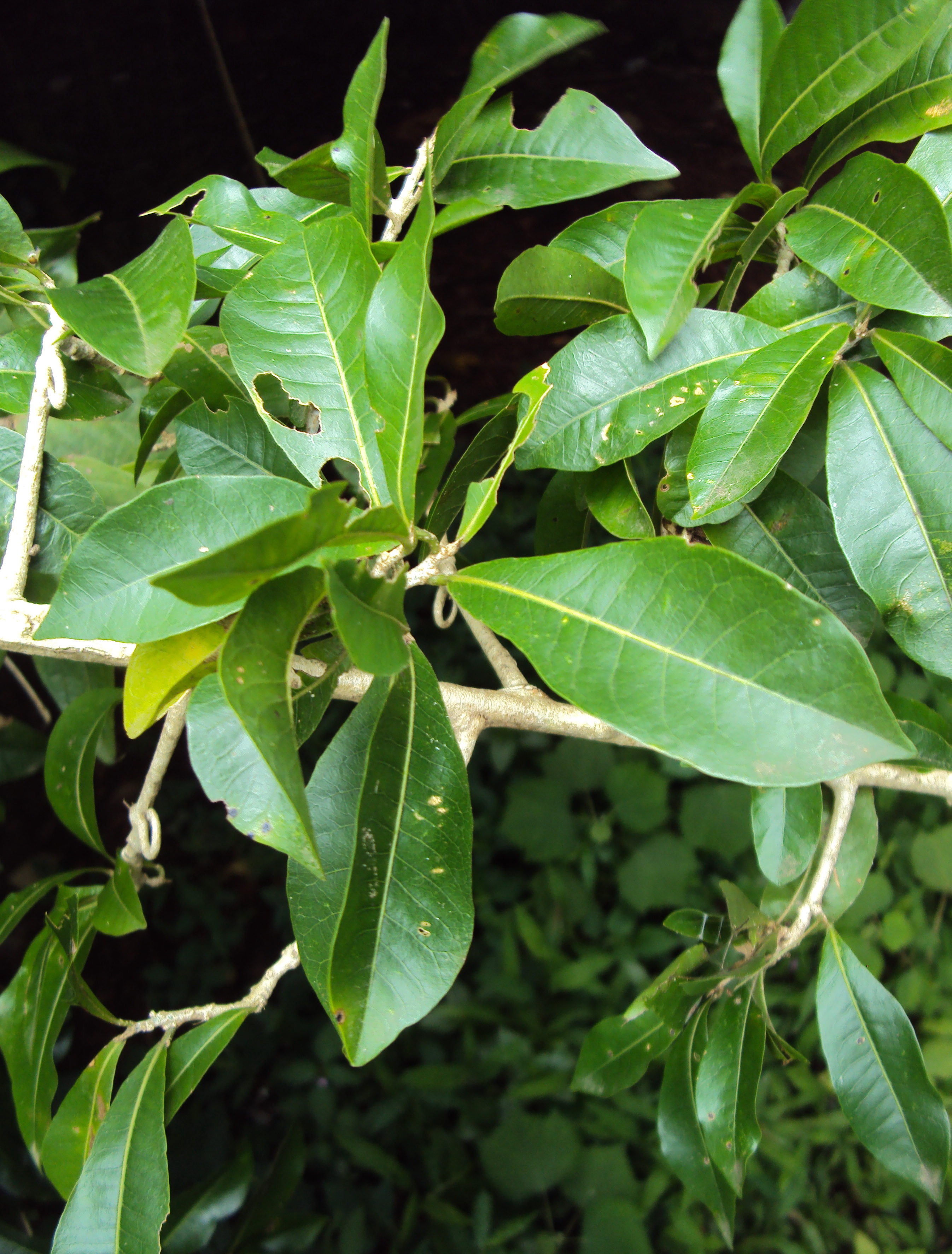
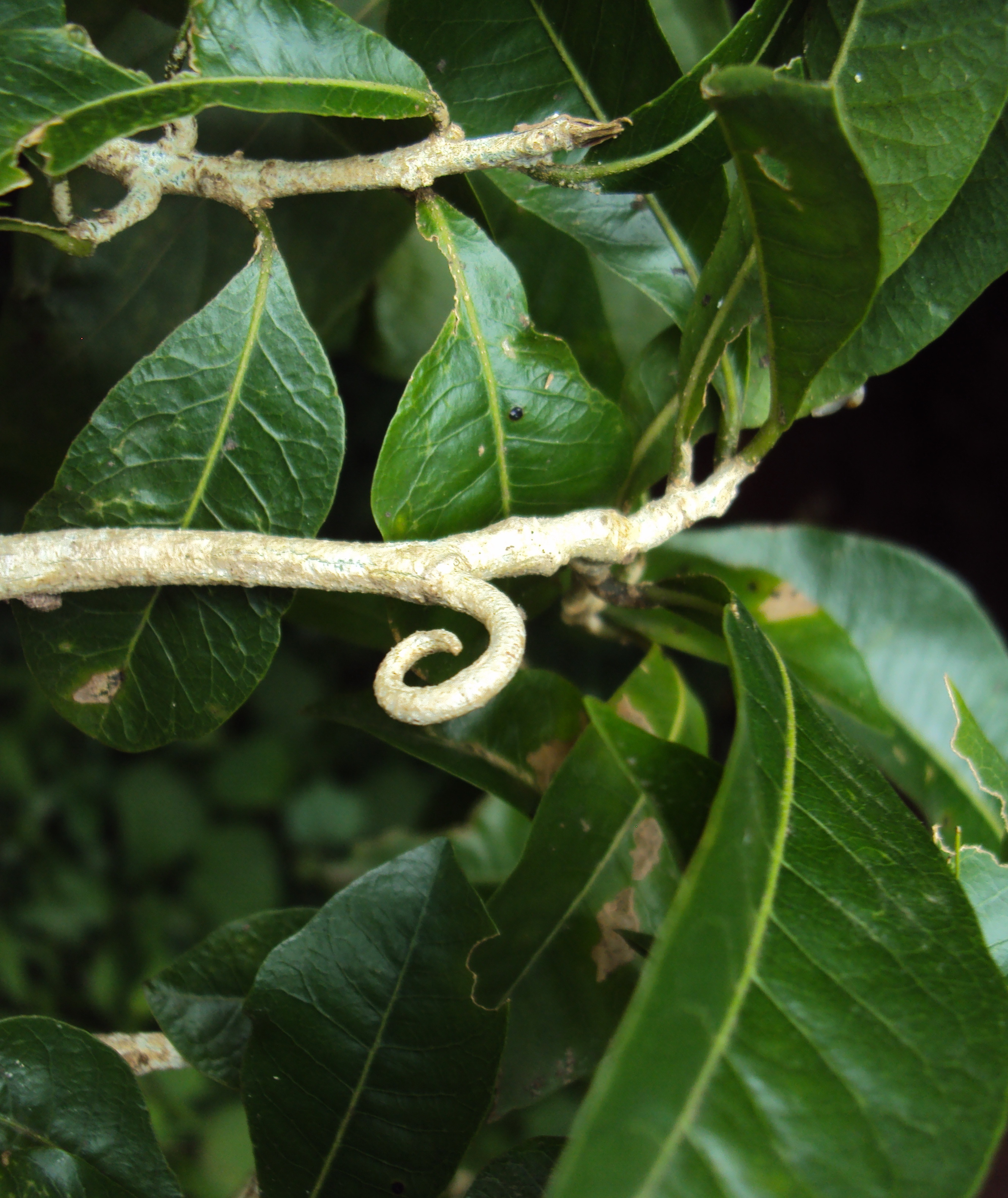
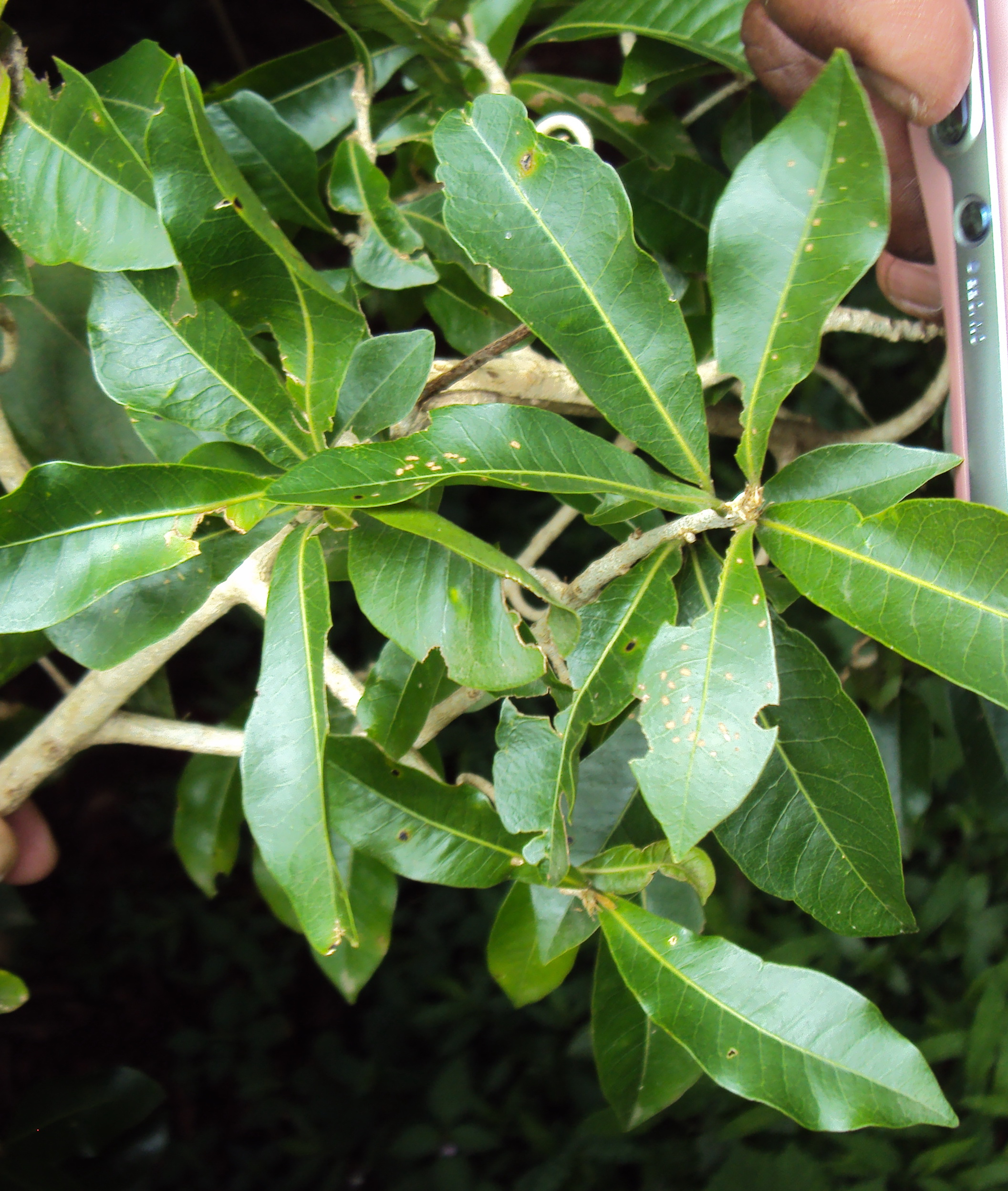